# Cameron Brown (triatleta)
Cameron Brown (Auckland, 20 de junio de 1972) es un deportista neozelandés que compitió en triatlón. Ganó cuatro medallas en el Campeonato Mundial de Ironman entre los años 2001 y 2005, y dos medallas en el Campeonato Europeo de Ironman en los años 2005 y 2006.

## Palmarés internacional
| Campeonato Mundial | Campeonato Mundial     | Campeonato Mundial | Campeonato Mundial |
| Año                | Lugar                  | Medalla            | Prueba             |
| ------------------ | ---------------------- | ------------------ | ------------------ |
| 2001               | Hawái (Estados Unidos) | Medalla de plata   | Individual         |
| 2002               | Hawái (Estados Unidos) | Medalla de bronce  | Individual         |
| 2003               | Hawái (Estados Unidos) | Medalla de bronce  | Individual         |
| 2005               | Hawái (Estados Unidos) | Medalla de plata   | Individual         |
| Campeonato Europeo |                        |                    |                    |
| Año                | Lugar                  | Medalla            | Prueba             |
| 2005               | Fráncfort (Alemania)   | Medalla de plata   | Individual         |
| 2006               | Fráncfort (Alemania)   | Medalla de oro     | Individual         |